# تپه قلعه چارخ‌آباد
تپه قلعه چارخ آباد مربوط به دوران‌های تاریخی پس از اسلام است و در شهرستان زنجان، روستای قبله بلاغی واقع شده و این اثر در تاریخ ۵ آذر ۱۳۸۰ با شمارهٔ ثبت ۴۲۴۷ به‌عنوان یکی از آثار ملی ایران به ثبت رسیده است.